# Шугар Ланд (Тексас)
Шугар Ланд (енгл. Sugar Land) град је у америчкој савезној држави Тексас. По попису становништва из 2010. у њему је живело 78.817 становника.

## Демографија
Према попису становништва из 2010. у граду је живело 78.817 становника, што је 15.489 (24,5%) становника више него 2000. године.
| Група             | 2000.          | 2010.          |
| Белци             | 38.526 (60,8%) | 35.014 (44,4%) |
| Афроамериканци    | 3.294 (5,2%)   | 5.853 (7,4%)   |
| Азијати           | 15.072 (23,8%) | 27.796 (35,3%) |
| Хиспаноамериканци | 5.053 (8,0%)   | 8.324 (10,6%)  |
| Укупно            | 63.328         | 78.817         |